# Ernst Moltke (embedsmand)
 Der er flere personer med dette navn, se Ernst Moltke (godsejer).
Ernst greve Moltke (16. oktober 1885 på Conradineslyst – 9. september 1986) var en dansk embedsmand, bror til Else og Otto Moltke.
Han var søn af ejer af Nørager og Conradineslyst, hofjægermester Otto greve Moltke og Ingeborg Valentiner, blev 1903 student fra Herlufsholm, 1909 cand. jur. og 1910 sagførerfuldmægtig i København. Han var 1910-13 fuldmægtig ved Sjællands Stiftamt, blev 1912 assistent i Handelsministeriet, 1919 sekretær, 1921 fuldmægtig, 1929 kontorchef, 1934 sparekasseinspektør og fik afsked 1955. Moltke blev 21. maj 1928 Ridder af Dannebrogordenen, 18. april 1936 Dannebrogsmand, 22. maj 1948 Kommandør af 2. grad og blev senere Kommandør af 1. grad. Han bar også en række udenlandske ordener. 1. februar 1936 blev Ernst Moltke forstander for Herlufsholm, hvilket han var til 1960.
1923-26 og 1929-34 var Moltke medlem af Handelsskolerådet; 1925-34 sekretær i Overbevillingsnævnet; 1927-32 formand for Udvalget angaaende Laan til Sejlskibe; 1928-30 meddommer ved Navigationseksamensvæsenet; 1928-29 kst. direktør for handelsskoleundervisningen; 1929-34 medlem af Revisoreksamenskommissionen, 1930-34 af bestyrelsen for De statsunderstøttede Handelsskolers Pensionskasse; 1932-34 formand for Mæglerkommissionen; 1924-58 formand for bestyrelsen for Den danske Diakonissestiftelse, i samme periode for Børnehjemmet Louisestiftelsen ved Sorø, 1950-56 for Rekonvalescenthjemmet Vedbygaard og 1918-55 for Ungdomshjemmet Lindevangshjemmet; 1916-56 medlem af repræsentantskabet for Det københavnske Kirkefond, 1928-61 af bestyrelsen for E. Bay & Th. Moltkes Skoler. 1956 blev han formand i udvalget for Greve Joachim Moltkes Hjem for Studenter.
Moltke ægtede 20. marts 1915 i Solbjerg Kirke Ingeborg baronesse Gyldenkrone (2. juli 1879 i Østbirk – 30. april 1916 i København), datter af ritmester Oscar Emil baron Gyldenkrone og Marie Christine Josephine Josephine Mørck.
Ernst Moltke udgav Sparekasseloven af 1937 med Bemærkninger (s.m. Erik Tuxen) og Joachim Moltke, en Kristi Stridsmand. 
Han er begravet på Reerslev Kirkegård.